# Bateshwar-Tempel
Die Bateshwar-Tempel oder Batesara-Tempel (Hindi: बटेश्वर मंदिर समूह) sind ein auch in Indien nahezu unbekannter Komplex von ca. 200 kleineren bis mittelgroßen Hindu-Tempeln im Distrikt Morena im indischen Bundesstaat Madhya Pradesh.

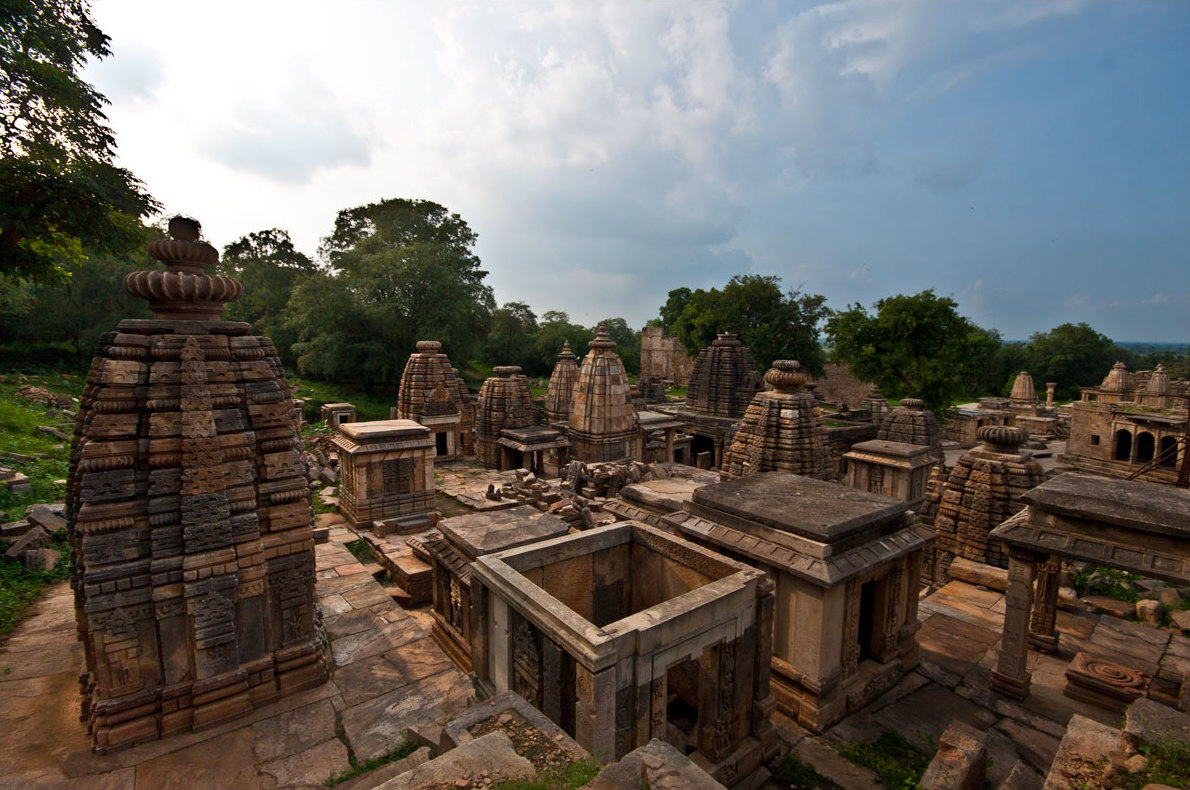
Bateshwar-Tempel (Ausschnitt)

## Lage
Der Tempelkomplex von Bateshwar befindet sich im Norden des Distrikts Morena ca. 8 km (Fahrtstrecke) westlich des Chausath-Yogini-Tempels von Mitaoli bzw. ca. 2 km südwestlich des Dorfes Padhawali in einer Höhe von ca. 200 m. Die Stadt Morena liegt gut 30 km westlich; die Millionenstadt Gwalior befindet sich knapp 40 km südlich.

## Geschichte
Die Anlage wird der Regierungszeit der Gurjara-Pratiharas zugerechnet, die vom 8. bis 10. Jahrhundert die Gegend kontrollierten; Namen der Stifter oder Auftraggeber sind jedoch nicht erhalten. Die wahrscheinlich in islamischer Zeit oder aber durch Naturkräfte zerstörte Ruinenstätte war nahezu vergessen und wurde wahrscheinlich schon im 17. Jahrhundert von Banditen (dacoits) als Unterschlupf und/oder Stützpunkt genutzt. Erst im späten 20. Jahrhundert wurden die Banditen vertrieben; seit dem Jahr 2005 wird die Ruinenstätte vom Archaeological Survey of India restauriert.

## Architektur

### Tempel

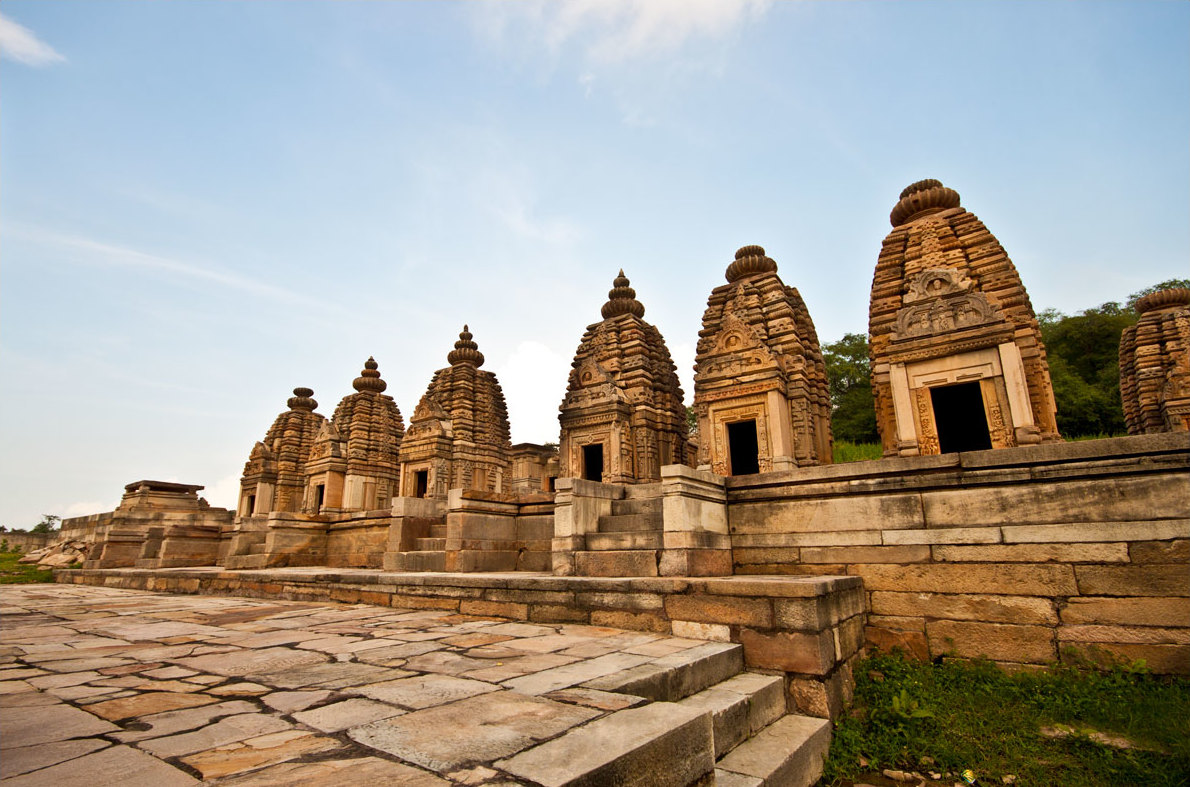
Bateshwar-Tempel

Die zumeist nur aus einer Cella (garbhagriha) und einem kleinen Vorraum (antarala) bestehenden Tempel sind den Hindu-Gottheiten Shiva und Vishnu geweiht und stehen auf kleineren Sockelplatten oder größeren Plattformen (jagatis). Während die meist quadratischen, ca. 2,40 m hohen und ca. 1,50 m × 1,50 m großen, dunklen Cellae im Innern stets ungegliedert sind und nur manchmal durch eine geöffnete steinerne Lotosblüte an der Decke geschmückt sind, ist ihr Äußeres durchaus stärker gegliedert (meist pancharatha-Typus) und geht in einen konvex gekrümmten Shikhara-Turm über, der regelmäßig mit einem gerippten Ringstein (amalaka) und ursprünglich auch in einer Vase (kalasha) endete, von denen allerdings etliche verschwunden sind.
Die Nischen der Außenwände präsentieren Götter- und Wächterfiguren; häufiger jedoch ist das für die frühe indische Tempelarchitektur charakteristische Blattkrugmotiv anzutreffen. Die gekrümmten Flächen der meisten Shikharas zeigen gerippte amalaka-Motive sowie kleine Dekorpaneele (udgamas) mit kleinen Halbmondfenstern (chandrasalas). Üppigerer figürlicher Schmuck findet sich an den Portalgewänden. 

### Tempelteiche
Mehrere künstlich angelegte Tempelteiche (kunds) mit stufenförmig hinunterführenden Treppen (ghats) bereichern das Gesamtbild der Anlage.